# Pteris otomasui
Pteris otomasui är en kantbräkenväxtart som beskrevs av Kurata. Pteris otomasui ingår i släktet Pteris och familjen Pteridaceae. Inga underarter finns listade.